# Mansoa
Mansoa é um gênero botânico pertencente à família Bignoniaceae. O gênero foi publicado em 1838 por Augustin Pyramus de Candolle. Atualmente, o gênero possui 12 espécies com distribuição Neotropical, as espécies ocorrem desde o México até ao norte da Argentina. 

## Sinonímia
Bayonia, Chodanthus, Daniella, Hanburyophyton, Onohualcoa, Pachyptera, Pseudocalymma

### Espécies
Apresenta 18 espécies:
- Mansoa alliacea
- Mansoa angustidens
- Mansoa difficilis
- Mansoa gentryi
- Mansoa glaziovii
- Mansoa hirsuta
- Mansoa hymenaea
- Mansoa ivanii
- Mansoa lanceolata
- Mansoa longicalyx
- Mansoa minensis
- Mansoa montecillensis
- Mansoa onohualcoides
- Mansoa paganuccii
- Mansoa parvifolia
- Mansoa standleyi
- Mansoa ventricosa
- Mansoa verrucifera